# Aurelio Pesoa Ribera
Aurelio Pesoa Ribera OFM (* 10. Oktober 1962 in Concepción, Bolivien) ist ein bolivianischer römisch-katholischer Geistlicher und Apostolischer Vikar von El Beni o Beni.

## Leben
Aurelio Pesoa Ribera trat 1983 dem Franziskanerorden bei, legte 1984 die zeitliche und am 22. Februar 1988 die Ewige Profess ab. Am 16. April 1989 empfing er das Sakrament der Priesterweihe. 1993 erwarb er an der Päpstlichen Universität Antonianum ein Lizenziat in Dogmatik. Von 1994 bis 1999 war er Dozent für Ekklesiologie und Theologische Anthropologie an der Universidad Católica Boliviana San Pablo.
Nach verschiedenen Aufgaben in der Ausbildung des Ordensnachwuchses und am Kirchengericht des Erzbistums Santa Cruz de la Sierra war er seit 2011 Provinzialminister.
Papst Franziskus ernannte ihn am 25. März 2014 zum Titularbischof von Leges und zum Weihbischof in La Paz. Die Bischofsweihe spendete ihm und dem gleichzeitig ernannten Weihbischof Jorge Ángel Saldía Pedraza OP der Erzbischof von La Paz, Edmundo Luis Flavio Abastoflor Montero, am 5. Juni desselben Jahres. Mitkonsekratoren waren der Erzbischof von Santa Cruz de la Sierra, Sergio Alfredo Gualberti Calandrina, und der Apostolische Vikar von Ñuflo de Chávez, Bonifacio Antonio Reimann Panic OFM.
Seit dem 17. November 2015 war er zudem Generalsekretär der Bolivianischen Bischofskonferenz.
Am 28. November 2020 ernannte ihn Papst Franziskus zum Apostolischen Vikar von El Beni o Beni. Die Amtseinführung fand am 11. Februar des folgenden Jahres statt. Am 12. November 2021 wurde er zum Vorsitzenden der bolivianischen Bischofskonferenz gewählt.